# Johann Georg Otto
Johann Georg Otto (* 16. Februar 1744 in Meiningen; † 30. April 1829 ebenda) war ein deutscher Verwaltungsjurist und Beamter, der die Interessen der Sonneberger Kaufmannschaft vertrat.

## Leben
Johann Georg Otto wurde als Sohn des Johann Martin Otto (* 1715; † unbekannt), herzoglicher Rentmeister in Meiningen und dessen Ehefrau Anna Maria (* 28. März 1716; † unbekannt), eine Tochter des fürstlichen Ober-Geleitseinnehmer (Geleitsgeld = Geld, welches Reisende dem Geleitsherren für die Sicherheit der Straßen entrichteten) Johann Georg Hübner (1684–1751), geboren. Sein Bruder war Ernst Ludwig Otto (* 13. Mai 1743 in Meiningen; † 27. Juli 1809 in Münster), Sprachlehrer.
Johann Georg Otto besuchte das Lyzeum in Meiningen und begann anschließend ein Jurastudium an der Universität Göttingen. Er wurde nach dem Studium vom apanagierten Grafen von der Lippe-Detmold als Hofmeister für dessen Söhne angestellt, die er dann später auch auf die Universität begleitete.
Am 4. Oktober 1770 wurde er von der regierenden Herzogin Charlotte Amalie von Hessen-Philippsthal zum Mitinstruktor ihrer beiden Prinzen Karl und Georg ernannt, die er gemeinsam mit dem Geheimrat Johann Ludwig Heim unter Oberaufsicht des Oberhofmeisters von Türkheim 1775 auf die Universität Straßburg begleitete.
1775 wurde er als Rat und Rentamtsverweser und Administrator des Gerichtsbezirks Rauenstein im Herzogtum Sachsen-Meiningen angestellt. Im Februar 1800 wurde er als Hofrat Wirklicher Amtmann in Schalkau unter Beibehaltung der Rauensteiner Gerichte. Im Jahre 1805 wurde er Gehilfe des Sonneberger Oberamtmannes Karl Wilhelm Wolfgang von Donop bei der Führung der Direktion der oberländischen Handlungskommission, die die obrigkeitliche Aufsicht über den oberländischen Handel und die Produktion ausübte. Nachdem Karl Wilhelm Wolfgang von Donop 1813 verstorben war, wurde Johann Georg Otto der führende Mann in der Kommission, der die Interessen der Sonneberger Kaufmannschaft mit Nachdruck vertrat. Die formelle Leitung wurde allerdings zunächst nicht ihm, sondern 1814 dem Kammerpräsidenten Anton von Uttenhoven übertragen, der aber bereits 1816 starb. Seitdem war Johann Georg Otto alleiniges Mitglied der Kommission. Er beging im Oktober 1820 sein fünfzigjähriges Dienstjubiläum. Als er 1821 pensioniert wurde und nach Meiningen zu seiner Tochter zog, die mit dem Kommissionsrat Andreas Werner verheiratet war, verzichtete die Landesherrschaft nicht auf seine Mitarbeit und seinen Ratschlag in oberländischen Wirtschaftsfragen. Die Kommission wurde nach Meiningen verlegt, den Vorsitz übernahm der Wirkliche Geheime Rat Gottlob Friedrich Hartmann von Erffa, dem Hofrat Johann Georg Otto und der Regierungsrat Karl Ludwig von Uttenhoven als Kommissionsmitglieder zugeordnet wurden.
Im November 1823 ernannte ihn Herzog Bernhard II. zum Geheimen Hofrat.
In erster Ehe war er mit Friederike, der ältesten Tochter des Adjunkten Eyring in Sonneberg, verheiratet. Gemeinsam hatten sie vier Söhne sowie eine Tochter. Sowohl seine Ehefrau als auch seine Kinder starben vor ihm. Er heiratete in zweiter Ehe Sophie Christiane (* unbekannt; † 3. Mai 1829), die einzige Tochter des Hofrats Blümchen aus Coburg, die das Rittergut Harras bei Hildburghausen von ihrem Vater erbte; die Ehe blieb kinderlos.
Bei seinem Tod hinterließ er fünfzehn Enkel und fünf Urenkel.